# 瓦西里夫卡 (季夫里夫市鎮)
48°59′20″N 28°26′30″E / 48.98889°N 28.44167°E

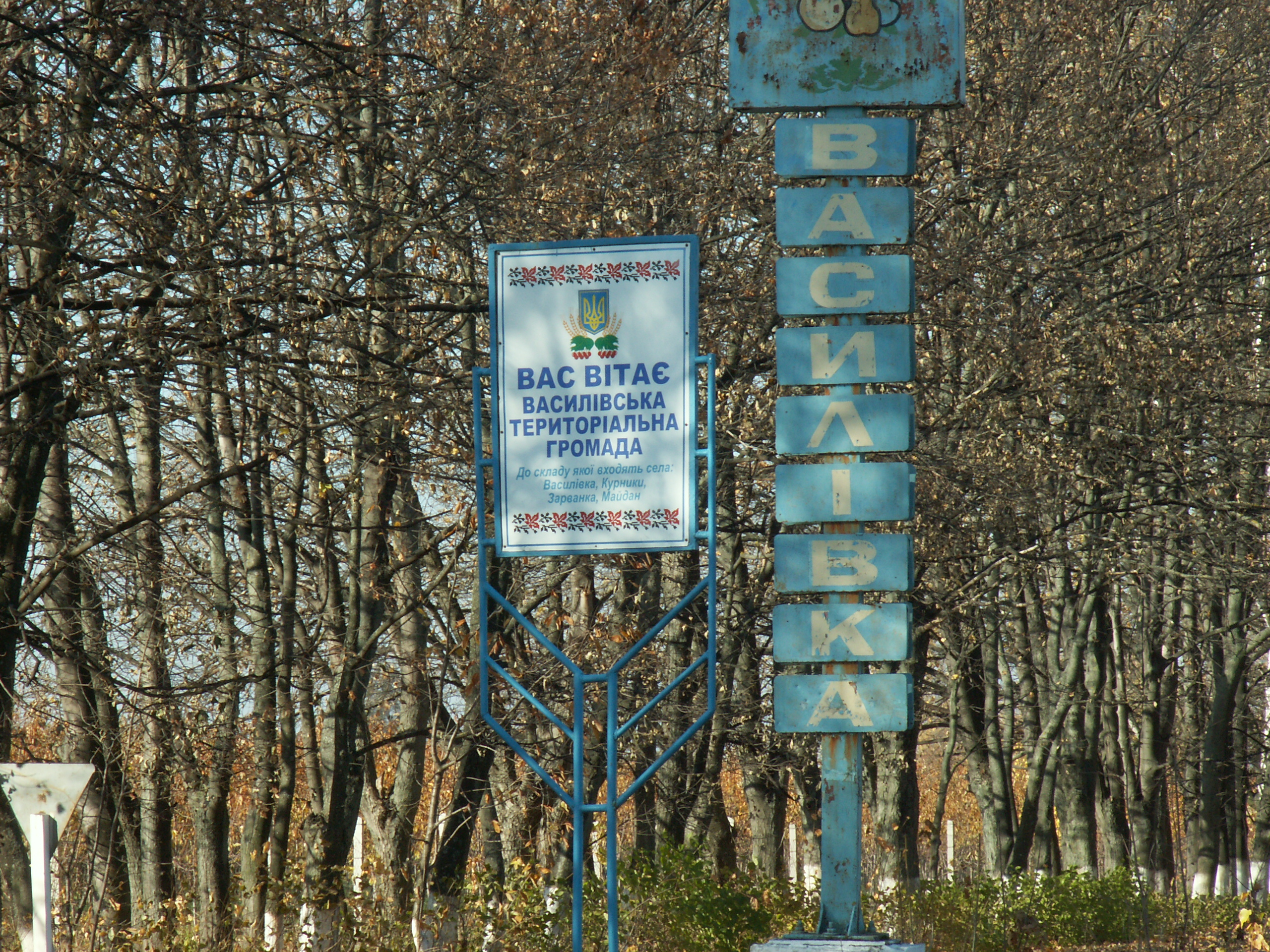

瓦西里夫卡（烏克蘭語：Василівка）是位於烏克蘭西南部的村莊，由文尼察州文尼察區的季夫里夫市鎮負責管轄。該村始建於1623年，面積2.23平方公里，海拔高度285米，2001年人口620，人口密度每平方公里278.03人。